# Rajmund Kółko
Rajmund Kółko (ur. 1 maja 1971 w Lubinie)  – polski lekkoatleta, specjalizujący się w rzucie oszczepem.
W 1997 odpadł w eliminacjach na mistrzostwach świata, a w 2002 nie udało mu się awansować do finału podczas mistrzostw Europy. Reprezentował Polskę w pucharze Europy oraz zimowym pucharze w rzutach lekkoatletycznych. 
Multimedalista mistrzostw Polski seniorów – w kolekcji ma cztery złote krążki (Kielce 1992, Warszawa 1995, Bydgoszcz 1997, Bydgoszcz 2004), cztery srebrne (Bydgoszcz 2001, Szczecin 2002, Bielsko-Biała 2003 i Bydgoszcz 2006) oraz pięć brązowych (Kielce 1991, Piła 1996, Wrocław 1998, Kraków 1999, Kraków 2000).
Rekord życiowy: 84,95 (17 czerwca 2001, Warszawa) – rezultat ten jest piątym w historii rzutu oszczepem w Polsce. 28 maja 1997 w Ostrawie rzutem na odległość 82,50 ustanowił rekord Polski.

## Osiągnięcia
| Rok  | Zawody                         | Miejsce     | Pozycja           | Wynik |
| ---- | ------------------------------ | ----------- | ----------------- | ----- |
| 1996 | I liga pucharu Europy          | Bergen      | 1. miejsce        | 80,56 |
| 1997 | I liga pucharu Europy          | Praga       | 1. miejsce        | 80,60 |
| 1997 | Mistrzostwa świata             | Ateny       | el. – 21. miejsce | 74,98 |
| 1998 | I liga pucharu Europy          | Malmö       | 4. miejsce        | 75,72 |
| 2001 | Superliga pucharu Europy       | Brema       | 5. miejsce        | 79,20 |
| 2002 | Mistrzostwa Europy             | Monachium   | el. – 17. miejsce | 78,05 |
| 2003 | Zimowy puchar Europy w rzutach | Gioia Tauro | 6. miejsce        | 77,29 |
| 2004 | Zimowy puchar Europy w rzutach | Marsa       | 11. miejsce       | 74,17 |